# Erina stevensi
Erina stevensi är en fjärilsart som beskrevs av Robert Grant Wind och Clench 1947. Erina stevensi ingår i släktet Erina och familjen juvelvingar. Inga underarter finns listade i Catalogue of Life.